# Luke Freeman
Luke Anthony Freeman (* 22. března 1992 Dartford) je anglický profesionální fotbalista, který hraje na pozici ofensivního záložníka za anglický klub Luton Town FC. Je také bývalým anglickým mládežnickým reprezentantem.

## Klubová kariéra
Luke Freeman se narodil v městě Dartford v hrabství Kent. A právě zde, v místním klubu White Oak Wanderers, začal svojí fotbalovou kariérou. Později přešel do týmu Charlton Athletic, odkud v jedenácti letech zamířil do Gillinghamu. Za tento tým si odbyl svůj debut v profesionálním fotbale, když nastoupil jako střídající hráč v FA Cupu proti Barnetu. Utkání se hrálo 10. listopadu 2007 a Freemanovi bylo tehdy pouhých 15 let a 233 dní. Díky nízkému věku si na své konto připsal dva rekordy – stal se historicky nejmaldším hráčem, který nastoupil za Gillingham a nejmladším hráčem, který nastoupil v FA Cupu.

### Arsenal
30. ledna 2008 přestoupil Luke Freeman do Arsenalu a připojil se k místní akademii. Profesionální kontrakt podepsal 8. dubna 2009.

#### Yeovil Town (hostování)
1. července 2010 odešel Freeman na půlroční hostování do třetiligového Yeovil Townu. Hned při svém debutu 7. srpna 2010 dokázal skórovat do sítě Leytonu Orient. Během svého hostování vstřelil ještě jednu branku a to při výhře 1–0 nad Rochdale AFC. Jeho působení u týmu bylo kvůli zranění předčasně ukončeno a Freeman se vrátil do Arsenalu.

## Úspěchy

### Klubové

#### Arsenal
- Premier Academy League: 2008–09, 2009–10
- FA Youth Cup: 2008–09